# 脱喙荠属
脱喙荠属（学名：Litwinowia）是十字花科下的一个属，为一年生草本植物。该属仅有脱喙荠（Litwinowia tenuissima）一种，分布于西伯利亚、中亚、伊朗以及欧洲东部。